# Test MotoGP 2024
Questa voce raccoglie un approfondimento sui test effettuati nell'ambito del campionato 2024 di MotoGP.

## Calendario
Due giorni dopo il Gran Premio della Comunità Valenciana del 26 novembre, la MotoGP ha effettuato il suo primo test per la stagione 2024 nella giornata di mercoledì 28 novembre, sempre al Circuito di Valencia.
Dal 1° al 3 febbraio si sono svolti i test Shakedown al Circuito di Sepang, nei quali corrono solamente i piloti collaudatori, i Rookie nuovi alla categoria ed i piloti ufficiali dei team che rientrano nella Fascia D della nuove concessioni introdotte lo scorso novembre. Dal 6 all'8 febbraio si sono poi svolti i test ufficiali di Sepang. Il 19 ed il 20 febbraio sono state disputate, inoltre, due giornate di test al Circuito di Lusail, sede del primo appuntamento stagionale.

### Valencia, (novembre 2023)
- Valencia, Circuito di Valencia, 28 novembre 2023.

### Sepang (Shakedown), (febbraio 2024)
- Sepang, Circuito di Sepang, 1-3 febbraio 2024.

### Sepang, (febbraio 2024)
- Sepang, Circuito di Sepang, 6-8 febbraio 2024.

### Qatar, (febbraio 2024)
- Lusail, Circuito di Lusail, 19-20 febbraio 2024.

## Test di Valencia

### Formazione piloti
| Team          | 28 novembre           |
| ------------- | --------------------- |
| Pramac Racing | Jorge Martín          |
| Pramac Racing | Franco Morbidelli     |
| Ducati        | Francesco Bagnaia     |
| Ducati        | Enea Bastianini       |
| VR46 Racing   | Marco Bezzecchi       |
| VR46 Racing   | Fabio Di Giannantonio |
| KTM           | Brad Binder           |
| KTM           | Jack Miller           |
| Aprilia       | Aleix Espargaró       |
| Aprilia       | Maverick Viñales      |
| Aprilia       | Lorenzo Savadori      |
| Gresini       | Álex Márquez          |
| Gresini       | Marc Márquez          |
| Yamaha        | Fabio Quartararo      |
| Yamaha        | Álex Rins             |
| Yamaha        | Cal Crutchlow         |
| Trackhouse    | Raúl Fernández        |
| Honda         | Luca Marini           |
| Honda         | Joan Mir              |
| LCR Honda     | Johann Zarco          |
| LCR Honda     | Takaaki Nakagami      |
| Tech 3        | Augusto Fernández     |
| Tech 3        | Pedro Acosta          |

### Resoconto
- Meteo: Sereno

#### Risultati[5]
| Pos | Pilota                | Nº | Squadra                      | Tempo    | Gap    | Giri |
| --- | --------------------- | -- | ---------------------------- | -------- | ------ | ---- |
| 1   | Maverick Viñales      | 12 | Aprilia Racing               | 1'29"253 |        | 86   |
| 2   | Brad Binder           | 33 | Red Bull KTM Factory Racing  | 1'29"281 | +0"028 | 51   |
| 3   | Marco Bezzecchi       | 72 | Pertamina Enduro VR46 Racing | 1'29"346 | +0"093 | 62   |
| 4   | Marc Márquez          | 93 | Gresini Racing               | 1'29"424 | +0"171 | 49   |
| 5   | Raúl Fernández        | 25 | Trackhouse Racing            | 1'29"516 | +0"263 | 64   |
| 6   | Álex Márquez          | 73 | Gresini Racing               | 1'29"638 | +0"385 | 56   |
| 7   | Fabio Di Giannantonio | 49 | Pertamina Enduro VR46 Racing | 1'29"662 | +0"409 | 60   |
| 8   | Enea Bastianini       | 23 | Ducati Lenovo Team           | 1'29"796 | +0"543 | 56   |
| 9   | Jack Miller           | 43 | Red Bull KTM Factory Racing  | 1'29"901 | +0"648 | 62   |
| 10  | Luca Marini           | 10 | Repsol Honda                 | 1'29"956 | +0"703 | 72   |
| 11  | Francesco Bagnaia     | 1  | Ducati Lenovo Team           | 1'22"760 | +0"717 | 66   |
| 12  | Fabio Quartararo      | 20 | Monster Energy Yamaha        | 1'22"962 | +0"769 | 23   |
| 13  | Joan Mir              | 36 | Repsol Honda                 | 1'30"051 | +0"789 | 69   |
| 14  | Augusto Fernández     | 37 | Red Bull GasGas Tech3        | 1'30"077 | +0"824 | 72   |
| 15  | Jorge Martín          | 89 | Prima Pramac Racing          | 1'30"152 | +0"899 | 51   |
| 16  | Franco Morbidelli     | 21 | Prima Pramac Racing          | 1'30"206 | +0"953 | 61   |
| 17  | Johann Zarco          | 5  | CASTROL Honda LCR            | 1'30"283 | +1"030 | 61   |
| 18  | Pedro Acosta          | 31 | Red Bull GasGas Tech3        | 1'30"476 | +1"223 | 70   |
| 19  | Álex Rins             | 42 | Monster Energy Yamaha        | 1'30"564 | +1"311 | 54   |
| 20  | Cal Crutchlow         | 35 | Yamaha Factory Racing        | 1'30"765 | +1"512 | 74   |
| 21  | Takaaki Nakagami      | 30 | IDEMITSU Honda LCR           | 1'30"976 | +1"723 | 63   |
| 22  | Aleix Espargaró       | 41 | Aprilia Racing               | 1'32"312 | +3"059 | 17   |
| 23  | Lorenzo Savadori      | 32 | Aprilia Racing               | 1'32"684 | +3"431 | 27   |

## Test di Sepang (Shakedown)

### Formazione piloti
| Team      | 1º febbraio      | 2 febbraio       | 3 febbraio       |
| --------- | ---------------- | ---------------- | ---------------- |
| Ducati    | Michele Pirro    |                  |                  |
| KTM       | Dani Pedrosa     | Dani Pedrosa     | Dani Pedrosa     |
| KTM       | Pol Espargaró    | Pol Espargaró    | Pol Espargaró    |
| Aprilia   | Lorenzo Savadori |                  |                  |
| Yamaha    | Cal Crutchlow    |                  | Cal Crutchlow    |
| Yamaha    |                  | Fabio Quartararo | Fabio Quartararo |
| Yamaha    |                  | Álex Rins        | Álex Rins        |
| Honda     | Stefan Bradl     | Stefan Bradl     |                  |
| Honda     |                  | Luca Marini      | Luca Marini      |
| Honda     |                  | Joan Mir         | Joan Mir         |
| LCR Honda |                  | Johann Zarco     | Johann Zarco     |
| LCR Honda |                  | Takaaki Nakagami | Takaaki Nakagami |
| Tech 3    | Pedro Acosta     | Pedro Acosta     | Pedro Acosta     |

### Resoconto prima giornata
- Meteo: Sereno

#### Risultati[6]
| Pos | Pilota           | Nº | Squadra                     | Tempo    | Gap    |
| --- | ---------------- | -- | --------------------------- | -------- | ------ |
| 1   | Dani Pedrosa     | 26 | Red Bull KTM Factory Racing | 1'59"233 |        |
| 2   | Pedro Acosta     | 31 | Red Bull GasGas Tech3       | 1'59"385 | +0"152 |
| 3   | Pol Espargaró    | 44 | Red Bull KTM Factory Racing | 1'59"415 | +0"182 |
| 4   | Stefan Bradl     | 6  | Repsol Honda                | 1'59"860 | +0"627 |
| 5   | Michele Pirro    | 51 | Ducati Lenovo Team          | 2'00"866 | +1"633 |
| 6   | Cal Crutchlow    | 35 | Yamaha Factory Racing       | 2'01"013 | +1"780 |
| 7   | Lorenzo Savadori | 32 | Aprilia Racing              | 2'01"809 | +2"576 |

### Resoconto seconda giornata
- Meteo: Sereno

#### Risultati[7]
| Pos | Pilota           | Nº | Squadra                     | Tempo    | Gap    |
| --- | ---------------- | -- | --------------------------- | -------- | ------ |
| 1   | Pol Espargaró    | 44 | Red Bull KTM Factory Racing | 1'58"241 |        |
| 2   | Fabio Quartararo | 20 | Monster Energy Yamaha       | 1'58"524 | +0"283 |
| 3   | Pedro Acosta     | 31 | Red Bull GasGas Tech3       | 1'58"531 | +0"290 |
| 4   | Álex Rins        | 42 | Monster Energy Yamaha       | 1'58"409 | +0"650 |
| 5   | Dani Pedrosa     | 26 | Red Bull KTM Factory Racing | 1'58"672 | +0"431 |
| 6   | Joan Mir         | 36 | Repsol Honda                | 1'59"087 | +0"846 |
| 7   | Johann Zarco     | 5  | CASTROL Honda LCR           | 1'59"091 | +0"850 |
| 8   | Luca Marini      | 10 | Repsol Honda                | 1'59"212 | +0"971 |
| 9   | Takaaki Nakagami | 30 | IDEMITSU Honda LCR          | 1'59"269 | +1"028 |
| 10  | Stefan Bradl     | 6  | Repsol Honda                | 1'59"770 | +1"529 |

### Resoconto terza giornata
- Meteo: Sereno

#### Risultati[8]
| Pos | Pilota           | Nº | Squadra                     | Tempo    | Gap    |
| --- | ---------------- | -- | --------------------------- | -------- | ------ |
| 1   | Pedro Acosta     | 31 | Red Bull GasGas Tech3       | 1'58"189 |        |
| 2   | Pol Espargaró    | 44 | Red Bull KTM Factory Racing | 1'58"155 | +0"066 |
| 3   | Johann Zarco     | 5  | CASTROL Honda LCR           | 1'58"400 | +0"211 |
| 4   | Fabio Quartararo | 20 | Monster Energy Yamaha       | 1'58"438 | +0"249 |
| 5   | Dani Pedrosa     | 26 | Red Bull KTM Factory Racing | 1'58"478 | +0"289 |
| 6   | Joan Mir         | 36 | Repsol Honda                | 1'58"517 | +0"328 |
| 7   | Álex Rins        | 42 | Monster Energy Yamaha       | 1'58"543 | +0"354 |
| 8   | Luca Marini      | 10 | Repsol Honda                | 1'59"935 | +0"746 |
| 9   | Cal Crutchlow    | 35 | Yamaha Factory Racing       | 1'58"983 | +1"794 |
| 10  | Takaaki Nakagami | 30 | IDEMITSU Honda LCR          | 1'59"072 | +0"883 |

## Test di Sepang

### Formazione piloti
| Team          | 6 febbraio            | 7 febbraio            | 8 febbraio            |
| ------------- | --------------------- | --------------------- | --------------------- |
| Pramac Racing | Jorge Martín          | Jorge Martín          | Jorge Martín          |
| Pramac Racing | Michele Pirro         | Michele Pirro         | Michele Pirro         |
| Ducati        | Francesco Bagnaia     | Francesco Bagnaia     | Francesco Bagnaia     |
| Ducati        | Enea Bastianini       | Enea Bastianini       | Enea Bastianini       |
| VR46 Racing   | Marco Bezzecchi       | Marco Bezzecchi       | Marco Bezzecchi       |
| VR46 Racing   | Fabio Di Giannantonio | Fabio Di Giannantonio | Fabio Di Giannantonio |
| KTM           | Brad Binder           | Brad Binder           | Brad Binder           |
| KTM           | Jack Miller           | Jack Miller           | Jack Miller           |
| Aprilia       | Aleix Espargaró       | Aleix Espargaró       | Aleix Espargaró       |
| Aprilia       | Maverick Viñales      | Maverick Viñales      | Maverick Viñales      |
| Aprilia       |                       | Lorenzo Savadori      | Lorenzo Savadori      |
| Gresini       | Álex Márquez          | Álex Márquez          | Álex Márquez          |
| Gresini       | Marc Márquez          | Marc Márquez          | Marc Márquez          |
| Yamaha        | Fabio Quartararo      | Fabio Quartararo      | Fabio Quartararo      |
| Yamaha        | Álex Rins             | Álex Rins             | Álex Rins             |
| Yamaha        | Cal Crutchlow         | Cal Crutchlow         | Cal Crutchlow         |
| Trackhouse    | Miguel Oliveira       | Miguel Oliveira       | Miguel Oliveira       |
| Trackhouse    | Raúl Fernández        |                       |                       |
| Honda         | Luca Marini           | Luca Marini           | Luca Marini           |
| Honda         | Joan Mir              | Joan Mir              | Joan Mir              |
| LCR Honda     | Johann Zarco          | Johann Zarco          | Johann Zarco          |
| LCR Honda     | Takaaki Nakagami      | Takaaki Nakagami      | Takaaki Nakagami      |
| Tech 3        | Augusto Fernández     | Augusto Fernández     | Augusto Fernández     |
| Tech 3        | Pedro Acosta          | Pedro Acosta          | Pedro Acosta          |

### Resoconto prima giornata
- Meteo: Sereno

#### Risultati[11]
| Pos | Pilota                | Nº | Squadra                      | Tempo    | Gap    | Giri |
| --- | --------------------- | -- | ---------------------------- | -------- | ------ | ---- |
| 1   | Jorge Martín          | 89 | Prima Pramac Racing          | 1'57"951 |        | 59   |
| 2   | Pedro Acosta          | 31 | Red Bull GasGas Tech3        | 1'58"220 | +0"269 | 60   |
| 3   | Fabio Quartararo      | 20 | Monster Energy Yamaha        | 1'59"228 | +0"277 | 46   |
| 4   | Fabio Di Giannantonio | 49 | Pertamina Enduro VR46 Racing | 1'59"325 | +0"374 | 49   |
| 5   | Enea Bastianini       | 23 | Ducati Lenovo Team           | 1'58"357 | +0"406 | 48   |
| 6   | Maverick Viñales      | 12 | Aprilia Racing               | 1'58"470 | +0"519 | 60   |
| 7   | Álex Márquez          | 73 | Gresini Racing               | 1'58"542 | +0"591 | 50   |
| 8   | Marco Bezzecchi       | 72 | Pertamina Enduro VR46 Racing | 1'58"605 | +0"654 | 54   |
| 9   | Marc Márquez          | 93 | Gresini Racing               | 1'58"621 | +0"670 | 47   |
| 10  | Johann Zarco          | 5  | CASTROL Honda LCR            | 1'58"670 | +0"719 | 56   |
| 11  | Álex Rins             | 42 | Monster Energy Yamaha        | 1'58"716 | +0"765 | 46   |
| 12  | Brad Binder           | 33 | Red Bull KTM Factory Racing  | 1'58"724 | +0"773 | 60   |
| 13  | Aleix Espargaró       | 41 | Aprilia Racing               | 1'58"738 | +0"787 | 54   |
| 14  | Joan Mir              | 36 | Repsol Honda                 | 1'58"741 | +0"790 | 43   |
| 15  | Miguel Oliveira       | 88 | Trackhouse Racing            | 1'58"750 | +0"799 | 51   |
| 16  | Francesco Bagnaia     | 1  | Ducati Lenovo Team           | 1'58"813 | +0"862 | 52   |
| 17  | Luca Marini           | 10 | Repsol Honda                 | 1'58"969 | +1"018 | 38   |
| 18  | Jack Miller           | 43 | Red Bull KTM Factory Racing  | 1'59"048 | +1"097 | 69   |
| 19  | Cal Crutchlow         | 35 | Yamaha Factory Racing        | 1'59"137 | +1"186 | 61   |
| 20  | Takaaki Nakagami      | 30 | IDEMITSU Honda LCR           | 1'59"212 | +1"261 | 37   |
| 21  | Augusto Fernández     | 37 | Red Bull GasGas Tech3        | 1'59"543 | +1"592 | 64   |
| 22  | Raúl Fernández        | 25 | Trackhouse Racing            | 2'00"120 | +2"169 | 21   |
| 23  | Michele Pirro         | 51 | Prima Pramac Racing          | 2'00"402 | +2"451 | 59   |

### Resoconto seconda giornata
- Meteo: Sereno

#### Risultati[12]
| Pos | Pilota                | Nº | Squadra                      | Tempo    | Gap    | Giri |
| --- | --------------------- | -- | ---------------------------- | -------- | ------ | ---- |
| 1   | Enea Bastianini       | 23 | Ducati Lenovo Team           | 1'57"134 |        | 47   |
| 2   | Jorge Martín          | 89 | Prima Pramac Racing          | 1'57"273 | +0"139 | 56   |
| 3   | Brad Binder           | 33 | Red Bull KTM Factory Racing  | 1'57"327 | +0"139 | 42   |
| 4   | Aleix Espargaró       | 41 | Aprilia Racing               | 1'57"446 | +0"312 | 54   |
| 5   | Francesco Bagnaia     | 1  | Ducati Lenovo Team           | 1'57"469 | +0"335 | 52   |
| 6   | Fabio Di Giannantonio | 49 | Pertamina Enduro VR46 Racing | 1'57"619 | +0"485 | 54   |
| 7   | Álex Márquez          | 73 | Gresini Racing               | 1'57"672 | +0"538 | 56   |
| 8   | Pedro Acosta          | 31 | Red Bull GasGas Tech3        | 1'57"726 | +0"592 | 52   |
| 9   | Marco Bezzecchi       | 72 | Pertamina Enduro VR46 Racing | 1'57"867 | +0"733 | 53   |
| 10  | Joan Mir              | 36 | Repsol Honda                 | 1'57"872 | +0"738 | 39   |
| 11  | Fabio Quartararo      | 20 | Monster Energy Yamaha        | 1'57"888 | +0"754 | 53   |
| 12  | Johann Zarco          | 5  | CASTROL Honda LCR            | 1'58"011 | +0"877 | 41   |
| 13  | Álex Rins             | 42 | Monster Energy Yamaha        | 1'58"110 | +0"976 | 50   |
| 14  | Marc Márquez          | 93 | Gresini Racing               | 1'58"118 | +0"984 | 72   |
| 15  | Jack Miller           | 43 | Red Bull KTM Factory Racing  | 1'58"300 | +1"166 | 59   |
| 16  | Takaaki Nakagami      | 30 | IDEMITSU Honda LCR           | 1'58"372 | +1"238 | 37   |
| 17  | Luca Marini           | 10 | Repsol Honda                 | 1'58"394 | +1"260 | 41   |
| 18  | Maverick Viñales      | 12 | Aprilia Racing               | 1'58"456 | +1"322 | 62   |
| 19  | Miguel Oliveira       | 88 | Trackhouse Racing            | 1'58"549 | +1"415 | 56   |
| 20  | Augusto Fernández     | 37 | Red Bull GasGas Tech3        | 1'58"915 | +1"781 | 50   |
| 21  | Cal Crutchlow         | 35 | Yamaha Factory Racing        | 1'58"990 | +1"856 | 59   |
| 22  | Lorenzo Savadori      | 32 | Aprilia Racing               | 1'59"676 | +2"542 | 48   |
| 23  | Michele Pirro         | 51 | Prima Pramac Racing          | 1'59"702 | +2"568 | 49   |

### Resoconto terza giornata
- Meteo: Sereno

#### Risultati[13]
| Pos | Pilota                | Nº | Squadra                      | Tempo    | Gap    | Giri |
| --- | --------------------- | -- | ---------------------------- | -------- | ------ | ---- |
| 1   | Francesco Bagnaia     | 1  | Ducati Lenovo Team           | 1'56"682 |        | 47   |
| 2   | Jorge Martín          | 89 | Prima Pramac Racing          | 1'56"854 | +0"172 | 47   |
| 3   | Enea Bastianini       | 23 | Ducati Lenovo Team           | 1'56"915 | +0"233 | 35   |
| 4   | Álex Márquez          | 73 | Gresini Racing               | 1'56"938 | +0"256 | 49   |
| 5   | Aleix Espargaró       | 41 | Aprilia Racing               | 1'57"091 | +0"409 | 48   |
| 6   | Marc Márquez          | 93 | Gresini Racing               | 1'57"270 | +0"588 | 54   |
| 7   | Brad Binder           | 33 | Red Bull KTM Factory Racing  | 1'57"307 | +0"625 | 57   |
| 8   | Fabio Di Giannantonio | 49 | Pertamina Enduro VR46 Racing | 1'57"343 | +0"661 | 55   |
| 9   | Pedro Acosta          | 31 | Red Bull GasGas Tech3        | 1'57"365 | +0"683 | 41   |
| 10  | Joan Mir              | 36 | Repsol Honda                 | 1'57"374 | +0"692 | 30   |
| 11  | Fabio Quartararo      | 20 | Monster Energy Yamaha        | 1'57"525 | +0"843 | 56   |
| 12  | Maverick Viñales      | 12 | Aprilia Racing               | 1'57"528 | +0"846 | 57   |
| 13  | Takaaki Nakagami      | 30 | IDEMITSU Honda LCR           | 1'57"765 | +1"083 | 32   |
| 14  | Jack Miller           | 43 | Red Bull KTM Factory Racing  | 1'57"851 | +1"169 | 60   |
| 15  | Álex Rins             | 42 | Monster Energy Yamaha        | 1'57"879 | +1"197 | 52   |
| 16  | Johann Zarco          | 5  | CASTROL Honda LCR            | 1'57"942 | +1"260 | 41   |
| 17  | Marco Bezzecchi       | 72 | Pertamina Enduro VR46 Racing | 1'57"995 | +1"313 | 56   |
| 18  | Miguel Oliveira       | 88 | Trackhouse Racing            | 1'58"000 | +1"318 | 55   |
| 19  | Luca Marini           | 10 | Repsol Honda                 | 1'58"008 | +1"326 | 43   |
| 20  | Cal Crutchlow         | 35 | Yamaha Factory Racing        | 1'58"673 | +1"991 | 45   |
| 21  | Augusto Fernández     | 37 | Red Bull GasGas Tech3        | 1'58"740 | +2"058 | 60   |
| 22  | Lorenzo Savadori      | 32 | Aprilia Racing               | 1'58"814 | +2"132 | 64   |
| 23  | Michele Pirro         | 51 | Prima Pramac Racing          | 1'58"865 | +2"183 | 43   |

## Test del Qatar

### Formazione piloti
| Team          | 19 febbraio           | 10 febbraio           |
| ------------- | --------------------- | --------------------- |
| Pramac Racing | Jorge Martín          | Jorge Martín          |
| Pramac Racing | Michele Pirro         | Michele Pirro         |
| Ducati        | Francesco Bagnaia     | Francesco Bagnaia     |
| Ducati        | Enea Bastianini       | Enea Bastianini       |
| VR46 Racing   | Marco Bezzecchi       | Marco Bezzecchi       |
| VR46 Racing   | Fabio Di Giannantonio | Fabio Di Giannantonio |
| KTM           | Brad Binder           | Brad Binder           |
| KTM           | Jack Miller           | Jack Miller           |
| Aprilia       | Aleix Espargaró       | Aleix Espargaró       |
| Aprilia       | Maverick Viñales      | Maverick Viñales      |
| Aprilia       | Lorenzo Savadori      |                       |
| Gresini       | Álex Márquez          | Álex Márquez          |
| Gresini       | Marc Márquez          | Marc Márquez          |
| Yamaha        | Fabio Quartararo      | Fabio Quartararo      |
| Yamaha        | Álex Rins             | Álex Rins             |
| Yamaha        | Cal Crutchlow         | Cal Crutchlow         |
| Trackhouse    | Miguel Oliveira       | Miguel Oliveira       |
| Trackhouse    | Raúl Fernández        | Raúl Fernández        |
| Honda         | Luca Marini           | Luca Marini           |
| Honda         | Joan Mir              | Joan Mir              |
| LCR Honda     | Johann Zarco          | Johann Zarco          |
| LCR Honda     | Takaaki Nakagami      | Takaaki Nakagami      |
| Tech 3        | Augusto Fernández     | Augusto Fernández     |
| Tech 3        | Pedro Acosta          | Pedro Acosta          |

### Resoconto prima giornata
- Meteo: Sereno

#### Risultati[14]
| Pos | Pilota                | Nº | Squadra                      | Tempo    | Gap    | Giri |
| --- | --------------------- | -- | ---------------------------- | -------- | ------ | ---- |
| 1   | Francesco Bagnaia     | 1  | Ducati Lenovo Team           | 1'52"040 |        | 51   |
| 2   | Jorge Martín          | 89 | Prima Pramac Racing          | 1'52"260 | +0"220 | 58   |
| 3   | Aleix Espargaró       | 41 | Aprilia Racing               | 1'52"332 | +0"292 | 53   |
| 4   | Brad Binder           | 33 | Red Bull KTM Factory Racing  | 1'52"336 | +0"296 | 51   |
| 5   | Fabio Di Giannantonio | 49 | Pertamina Enduro VR46 Racing | 1'52"467 | +0"427 | 41   |
| 6   | Maverick Viñales      | 12 | Aprilia Racing               | 1'52"495 | +0"455 | 60   |
| 7   | Álex Márquez          | 73 | Gresini Racing               | 1'52"556 | +0"516 | 53   |
| 8   | Enea Bastianini       | 23 | Ducati Lenovo Team           | 1'52"589 | +0"549 | 39   |
| 9   | Johann Zarco          | 5  | CASTROL Honda LCR            | 1'52"632 | +0"592 | 52   |
| 10  | Fabio Quartararo      | 20 | Monster Energy Yamaha        | 1'52"637 | +0"597 | 58   |
| 11  | Marco Bezzecchi       | 72 | Pertamina Enduro VR46 Racing | 1'52"799 | +0"759 | 62   |
| 12  | Raúl Fernández        | 25 | Trackhouse Racing            | 1'52"814 | +0"774 | 48   |
| 13  | Joan Mir              | 36 | Repsol Honda                 | 1'52"823 | +0"783 | 52   |
| 14  | Jack Miller           | 43 | Red Bull KTM Factory Racing  | 1'52"896 | +0"856 | 57   |
| 15  | Pedro Acosta          | 31 | Red Bull GasGas Tech3        | 1'52"938 | +0"898 | 73   |
| 16  | Marc Márquez          | 93 | Gresini Racing               | 1'52"959 | +0"919 | 58   |
| 17  | Takaaki Nakagami      | 30 | IDEMITSU Honda LCR           | 1'53"208 | +1"168 | 49   |
| 18  | Luca Marini           | 10 | Repsol Honda                 | 1'53"433 | +1"393 | 51   |
| 19  | Álex Rins             | 42 | Monster Energy Yamaha        | 1'53"642 | +1"602 | 51   |
| 20  | Augusto Fernández     | 37 | Red Bull GasGas Tech3        | 1'52"755 | +1"715 | 57   |
| 21  | Miguel Oliveira       | 88 | Trackhouse Racing            | 1'53"943 | +1"903 | 57   |
| 22  | Michele Pirro         | 51 | Prima Pramac Racing          | 1'54"509 | +2"469 | 45   |
| 23  | Cal Crutchlow         | 35 | Yamaha Factory Racing        | 1'54"511 | +2"471 | 55   |

### Resoconto seconda giornata
- Meteo: Sereno

#### Risultati[15]
| Pos | Pilota                | Nº | Squadra                      | Tempo    | Gap     | Giri |
| --- | --------------------- | -- | ---------------------------- | -------- | ------- | ---- |
| 1   | Francesco Bagnaia     | 1  | Ducati Lenovo Team           | 1'50"952 |         | 52   |
| 2   | Enea Bastianini       | 23 | Ducati Lenovo Team           | 1'51"072 | +0"120  | 49   |
| 3   | Aleix Espargaró       | 41 | Aprilia Racing               | 1'51"260 | +0"308  | 45   |
| 4   | Marc Márquez          | 93 | Gresini Racing               | 1'51"335 | +0"383  | 42   |
| 5   | Raúl Fernández        | 25 | Trackhouse Racing            | 1'51"341 | +0"389  | 56   |
| 6   | Maverick Viñales      | 12 | Aprilia Racing               | 1'51"387 | +0"435  | 60   |
| 7   | Jorge Martín          | 89 | Prima Pramac Racing          | 1'51"466 | +0"514  | 50   |
| 8   | Fabio Di Giannantonio | 49 | Pertamina Enduro VR46 Racing | 1'51"489 | +0"537  | 60   |
| 9   | Brad Binder           | 33 | Red Bull KTM Factory Racing  | 1'51"583 | +0"631  | 55   |
| 10  | Marco Bezzecchi       | 72 | Pertamina Enduro VR46 Racing | 1'51"678 | +0"726  | 49   |
| 11  | Jack Miller           | 43 | Red Bull KTM Factory Racing  | 1'51"720 | +0"768  | 57   |
| 12  | Miguel Oliveira       | 88 | Trackhouse Racing            | 1'51"836 | +0"844  | 65   |
| 13  | Álex Márquez          | 73 | Gresini Racing               | 1'51"944 | +0"992  | 62   |
| 14  | Fabio Quartararo      | 20 | Monster Energy Yamaha        | 1'51"965 | +1"013  | 57   |
| 15  | Pedro Acosta          | 31 | Red Bull GasGas Tech3        | 1'52"046 | +1"094  | 72   |
| 16  | Álex Rins             | 42 | Monster Energy Yamaha        | 1'52"103 | +1"151  | 60   |
| 17  | Johann Zarco          | 5  | CASTROL Honda LCR            | 1'52"162 | +1"210  | 52   |
| 18  | Takaaki Nakagami      | 30 | IDEMITSU Honda LCR           | 1'52"384 | +1"432  | 53   |
| 19  | Joan Mir              | 36 | Repsol Honda                 | 1'52"457 | +1"505  | 32   |
| 20  | Luca Marini           | 10 | Repsol Honda                 | 1'52"677 | +1"725  | 60   |
| 21  | Augusto Fernández     | 37 | Red Bull GasGas Tech3        | 1'52"770 | +1"818  | 83   |
| 22  | Cal Crutchlow         | 35 | Yamaha Factory Racing        | 1'53"012 | +2"060  | 59   |
| 23  | Michele Pirro         | 51 | Prima Pramac Racing          | 1'53"655 | +2"703  | 67   |
| 24  | Lorenzo Savadori      | 32 | Aprilia Racing               | 2'01"400 | +10"448 | 12   |